# 章江街道
章江街道，原为水南镇，是中华人民共和国江西省赣州市章贡区下辖的一个乡镇级行政单位。2020年5月，撤销水南镇，设立水南街道办事处和章江街道办事处。以五指峰路沿赞贤路、长征大道、新赣州大道、长冈路、红都大道、赣康路至沙石大桥止为界线，界线以东为章江街道办事处的行政区域。

## 行政区划
章江街道下辖岭头上、沙角、章江南、赣江源、梅关5个居委会和南桥村、腊长村2个村委会